# صحيفة جراب الكردي
صحيفة جراب الكردي جريدة ناقدة وساخرة وفكاهية، صدرت عام 1908 في حيفا. كان متري الحلاج محررها الأول، ثم تلاه الصحفي فلسطيني توفيق جانا وهو من رواد الصحافة الهزلية في سوريا. تحولت إدارة صحيفة «جراب الكردي» فيما بعد إلى باسيلا الجدع وخليل نصر، ثم انتقلت إلى حمص في سوريا ثم إلى حماة، ثم في 1920 إلى دمشق.
«جراب الكردي» تعبير عامي يستعمله الناس كناية عن الجراب الذي يتسع لكل شيء. وقد جاء التعبير ليقول أن الجراب الذي كان يحمله الأكراد تجد فيه كل ما تريد. فقد كان الكردي يحمل معه جرابًا مصنوع من جلد الماعز خلال سفره، ويضع فيه كل ما يلزمه للسفر، فيكون أشبه ببيت متنقل. مثل كثير من الأمثال الشعبية والكنايات فقد جاء هذا التعبير على ألسنة العرب الذي احتكوا بالشعب الكردي.
جاء في افتتاحية أحد الأعداد حول الجريدة: «اللهم يا من جعلت الجراب تفكهة لأولي الألباب، وجعلته للحمارة خير خلف لخير سلف وأرحتنا من لبيط الحمارة وصياح الأولاد في الحارة، وجعلت القول خير المأكول، والبصل خير ما حصل، وجعلت كلمتنا فوق كل كلام وسهامنا أشد من ضرب الحسام، هبنا اللهم الصبر على الكردي وجرابه كما ألهمتنا الصبر على نهيق الحمارة وغضب الجار والجارة».
رسم كاريكاتير جراب الكردي الرسام عبد الوهاب أبوسعود.